# Torta dei Re
Il termine torta dei Re, torta dei Re magi, dolce del re o dolce dei Re magi, indica una serie di dolci, diffusi in Europa e nelle Americhe, consumati durante l'Epifania o durante le celebrazioni pre-quaresimali del Martedì grasso e del carnevale. 
Benché il suo aspetto cambi di paese in paese, si tratta in molti casi di torte di pasta sfoglia o pasta brioche contenenti un ripieno che può essere, ad esempio, a base di mandorle, mele, cioccolato o pere.
Il dolce dei Re corrisponde alla galette des rois francese al roscón de Reyes spagnolo, alla rosca de Reyes dell'America Latina, alla King cake statunitense e alla Dreikönigskuchen dei Paesi di lingua tedesca.

## Diffusione

### Francia
La galette des rois è una torta francese di pasta brioche circolare e cosparsa di zucchero che contiene un fagiolo al suo interno. Centinaia di migliaia galette des rois vengono consumate nella sola New Orleans (Stati Uniti d'America). Al loro interno è presente una piccola statuina, o più semplicemente un confetto o una mandorla, chiamata fève. La persona che ottiene il pezzo di torta contenente la fève avrà diritto a vari privilegi e doveri. Sempre in Francia esiste il gâteau des rois, una ciambella con frutta candita che ha anche ispirato il bolo-rei portoghese.

### Germania e altri paesi di lingua tedesca
Nelle aree di influenza tedesca si consuma la Dreikönigskuchen, una torta composta da un pane dolce centrale circondato da altri identici e di più piccole dimensioni che vengono a formare un fiore. A differenza della galette des rois, non presenta  un fagiolo al suo interno bensì una mandorla.

### Spagna e paesi di lingua spagnola
In Spagna, nell'America latina e negli USA Roscón de Reyes che ha fichi , mele cotogne , ciliegie o frutta secca e candita.

### Regno Unito
La Twelfth cake britannica è un dolce, oggi caduto in disuso, al cui interno presenta un fagiolo e un pisello. Chi otteneva la fetta con il fagiolo veniva considerato il "re", mentre chi otteneva il pisello veniva eletto "regina".